# Districte d'Antony
El Districte d'Antony és un dels tres districtes amb què es divideix el departament dels Alts del Sena, a la regió de l'Illa de França. Des del 2017 té 6 cantons i 11 municipis.
El cap del districte és la sotsprefectura d'Antony.

## Cantons
Els cantons del districte d'Antony son:
- Antony
- Bagneux
- Châtenay-Malabry
- Châtillon
- Clamart (en part)
- Montrouge

## Comuns
Els comuns del districte d'Antony, i el seu codi INSEE, son:
1. Antony (92002)
2. Bagneux (92007)
3. Bourg-la-Reine (92014)
4. Châtenay-Malabry (92019)
5. Châtillon (92020)
6. Clamart (92023)
7. Fontenay-aux-Roses (92032)
8. Malakoff (92046)
9. Montrouge (92049)
10. Le Plessis-Robinson (92060)
11. Sceaux (92071)